# Maafe
Maafe (var. Mafe, Mafé, MAFFE, Maffe, sauce d'arachide, tigadèguèna, Tigh-Dege-na o tigadene), o guiso de maní, es un guiso común en gran parte de África Occidental. Es el plato tradicional de los mandinga y los bambara de Malí. Sus variantes aparecen en la cocina de las naciones de toda el África Occidental y África Central.

## Historia
El plato se originó con la gente Mandinka y Bambara de Mali. El nombre propio para el idioma mandinga es domodah o tigadegena (lit. 'salsa de mantequilla de maní', donde tige es 'maní', dege es 'pasta' y na es 'salsa') en Bamanankan.
En Senegal domodah o domoda es otro plato diferente de mafe. Es un plato favorito entre varias etnias de Senegal y Gambia. Con la enorme expansión del cultivo de maní durante el período colonial, el maafe también se ha convertido en un plato popular en África occidental, incluso fuera de África occidental, como Camerún y Francia.

## Recetas
Hecha con cordero, carne de ternera (res) o pollo, se cocina con una salsa a base de tomate y maní (cacahuetes).